# Fehér Ló-templom
A Fehér Ló templom (kínai: 白马寺, pinjin: bái-mǎ-sì) a hagyományok szerint Kína legelső buddhista temploma, amelyet i. sz. 68-ban alapítottak Ming-ti császár uralkodása idején a keleti Han-dinasztia fővárosában, Lojang (Luoyang)ban.
A helyszín a keleti-Han főváros ősi városfalán kívül helyezkedik el, attól mintegy 12–13 km-re. A lojang (luoyang-)i vasútállomástól 40 perc alatt elérhető az 56-os helyi buszjárattal. Annak ellenére, hogy a templom kisebb mint az átlag kínai buddhista templomok, ezt tekintik „a kínai buddhizmus bölcsőjének”. A helyszínt délről a Manghan-hegység és a Lukocse-folyó határolja.
A fő templomépületet, amely egy hatalmas komplexum, a Ming- (1368 - 1644) és a Csing (Qing)-dinasztia (1644 - 1912) idején felújították. Az 1950-es években és 1973-ban, a kulturális forradalom után, további felújítási munkákat végeztek az épületeken. A számos épületet udvarok és kertek tagolják, a teljes telek területe 13 hektár. Az egyes termekben elhelyezett információs táblákon kínai és angol nyelven van feltüntetve a különböző buddhista istenségek jellemzése. A legjelentősebb szobrok Sákjamuni Buddhát, Maitréja Buddhát, a Jáde Buddhát, Avalókitésvara bódhiszattvát, Amitábha Buddhát és egyéb arhatokat ábrázolnak. A két fehér ló - amelyek Kínába hozták az indiai szerzeteseket - és két mitológiai oroszlán kő szobra a bejáratnál van elhelyezve. Nemzetközi támogatásból több szerkezeti és belsőépítészeti változtatást hajtottak végre a templomon legutoljára 2008-ban.

## Háttere, legendák és jelentősége

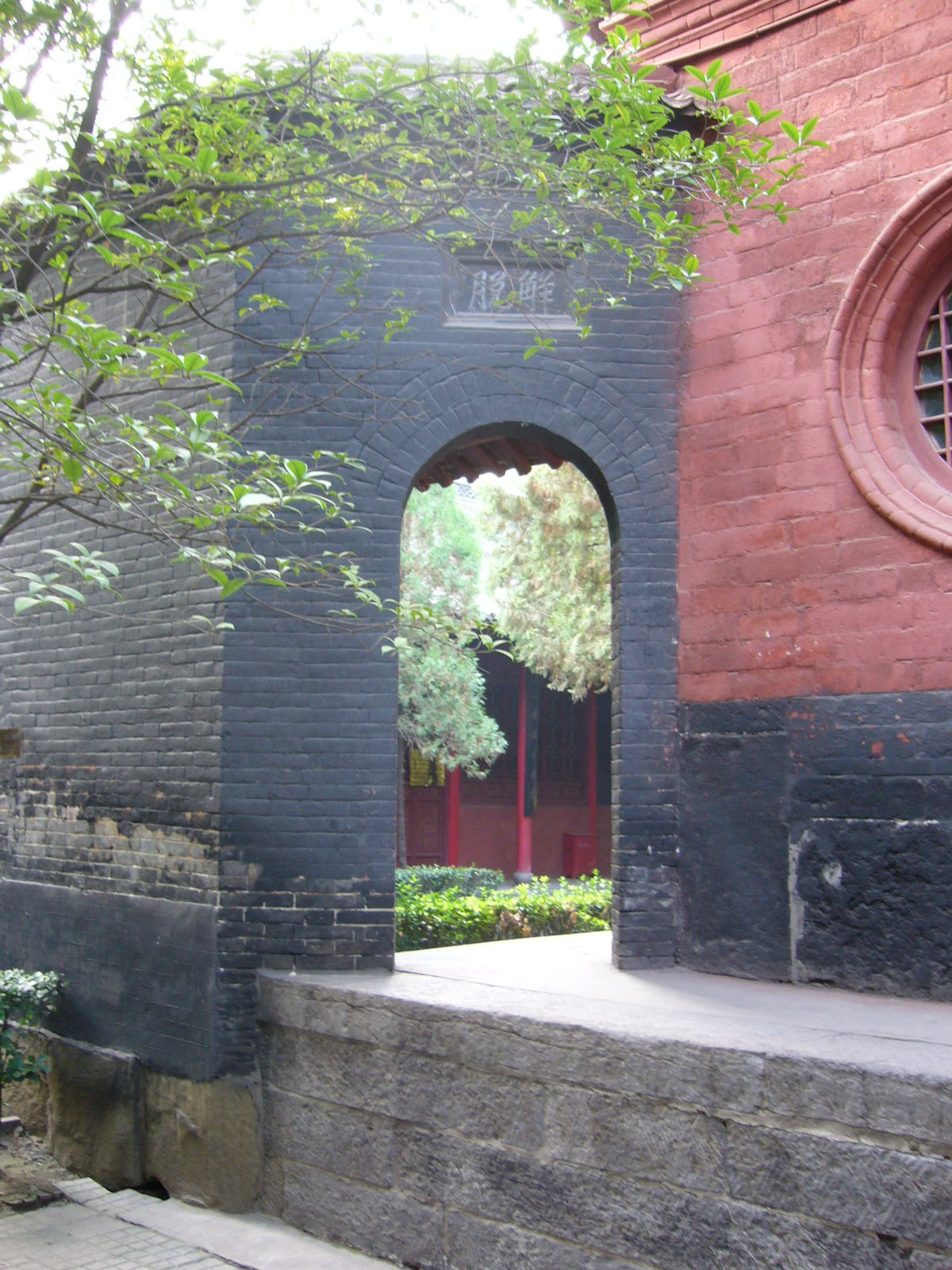
Templomkapu

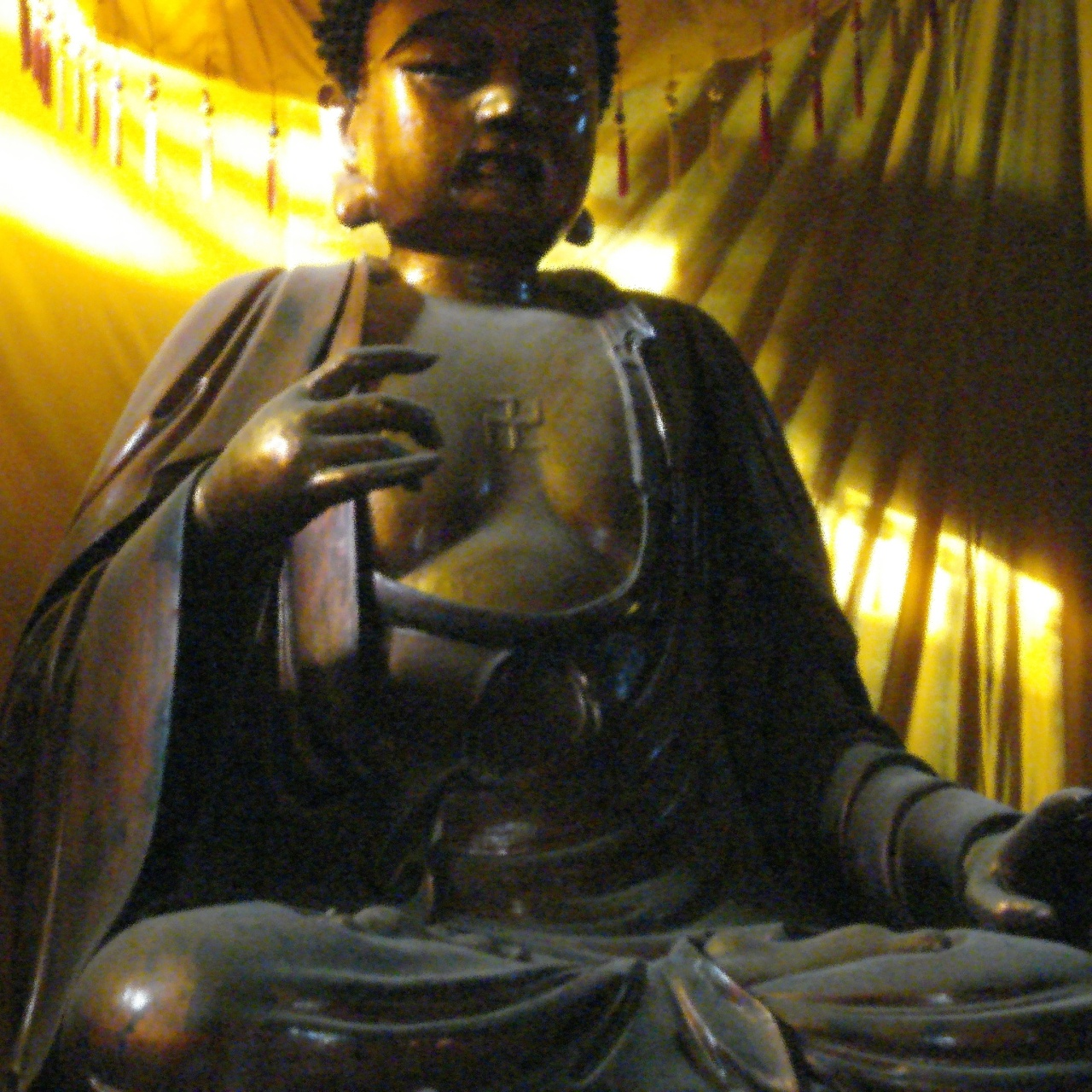
Sákjamuni Buddha szobor a főcsarnokban

Íme néhány változat a templom alapításával és elnevezésével kapcsolatos legendák közül:
Miután Ming császár álmában látomásban jelent meg egy Buddha, aki megalapította a buddhizmust, Ming két követet küldött, hogy buddhista szentiratokat keressenek. Közép-Indiában két indiai buddhista szerzetessel találkoztak, akiket sikerült rávenni, hogy velük tartsanak Kínába, ahová magukkal hozták a szentiratokat, ereklyéket és Buddha szobrokat – mindezt két fehér ló hátán. Kína uralkodója – örülve érkezésüknek – templomot emelt tiszteletükre, melyet „Fehér Ló Templomnak” (Pajma (Baima) templom) nevezett el, hálából a fehér lovak iránt, amelyek az utazó szerzeteseket hozták. A szerzetesek az új templomban telepedtek le, ahol átültették a buddhista szent szövegeket kínai nyelvre. Innen indult útjára a buddhizmus Kínában, majd a dél-indiai Bódhidharma szerzetes 5. századi érkezésével a kínai buddhizmus tovább fejlődött, és más országokba is eljutott.
A kínai Ming-ti császár meghívására két indiai szerzetes, Kásjapa Matranga és Dharmaratna (vagy Góbharana) a Lojang (Luoyang)ban lévő Pajma templomban fordították le a buddhista klasszikusokat, amikor az ország fővárosa is itt volt. Számos szentiratot fordítottak le, ezek közül is kiemelkedik a Negyvenkét fejezet szútrája (kínai: 四十二章經), melyet Matranga fordított le. Ez volt az első buddhista szútra kínai nyelven, s így különleges helyet foglal el a kínai buddhizmus történetében. Gobharana a 'Dásza Bhúmi'-t, vagyis a 'Tökéletesség tíz szintjét' fordította le, ezen kívül öt másik szentiratot is. A templom jelentősége folyamatosan nőtt, ahogy a buddhizmus terjedt Kínában, majd Korea, Japán és Vietnám felé is. A buddhizmus megjelenése Kínában jelentősen befolyásolta a kínai erkölcsöket, gondolkodást és etikát.
A templom története Ming-ti császár álmával és a templom 68-ban történt alapításával kezdődik, amelyben a két indiai szerzetes és a fehér lovak előtt tisztelgett, amelyek a szerzeteseket a buddhista szentiratokkal Kínába vitték. A szerzetesek több szentiratot fordítottak le a templomban lakva, amelyet Fehér Ló Templomnak neveztek el. A szerzetesek a templom területén haltak meg, ott is vannak eltemetve a templom első udvarában. A templom alapítása után ezer szerzetes élt itt és gyakorolta a buddhizmust.
A Hou Han su (Hou Hanshu) ("A Késő Han Könyve") „A Nyugati Régiókról” szóló fejezete szerint, amelyet 125 körül jelentettek az uralkodónak, de csak az 5. században állítottak össze:
„A hagyomány szerint Ming császár azt álmodta, hogy látott egy magas, aranyszínű embert, akinek feje fényben izzott. Tanácsosaitól érdeklődött, mire az egyikük azt mondta: 'Nyugaton van egy isten, akit Buddhának hívnak. A teste tizenhat chi magas [3,7 m], és arany színű.' Emiatt küldte a császár követeit Tien-csu (Tianzhu)-ba [Dél- vagy Közép-Indiába], hogy érdeklődjenek Buddha tanítása után, majd festmények és szobrok jelentek meg [Buddháról] a Középső Birodalomban [Csung-kuo].”
A templom alapításáról többféle beszámoló létezik. Jang Hszüan-csih (Yang Hsüan-chih) a A lojang (Luoyang-)i buddhista kolostorok feljegyzései (547 körül) című könyvének előszavában azt írja, hogy az álom után Ming császár elrendelte, hogy Buddha szobrokat állítsanak fel a [kaj-jang (K'ai-]yang)-kapunál (Napfelkelte Kapuja) a déli palotánál, valamint a Csang-jeh ([Ch'ang]yeh) Teraszon (Örök Éj Terasz). A templomról azonban ő nem tesz említést.
A hagyomány szerint a császár egy vagy több szerzetest küldött Indiába vagy Szkítiába, akik visszatérvén a Negyvenkét fejezet szútráját fehér lovon hozták el. A szútrát a császár fogadta, és egy, Lojang (Luoyang) falain kívül épült templomban helyezte el. Ez volt Kína első buddhista temploma.
Más változatokat említ Sri Sarat Chandra Indian Pandits in the Land of Snow című könyve is:
A templomhoz fűződő legendák közvetlenül kapcsolódnak a buddhizmus Kínában való megjelenéséhez és terjedéséhez. Két látomást említenek ezzel kapcsolatosan.
Az első látomást Csou Vang (Chow Wang), a Tang-dinasztia ötödik uralkodója látta. Az uralkodó dél-nyugat Kína tájain egy nagyon fényes glóriát látott az égen, amely megvilágította az egész teret. Udvarának csillagjósai megjósolták, hogy egy szent született azon a vidéken, ahol a fénylő glóriát látta, és azt is megjövendölték, hogy a szent ember vallása el fog terjedni Kínában. Az uralkodó ezt feljegyezte az udvari naplóba. Ez a dátum egybeesett Gautama Buddha születésével.

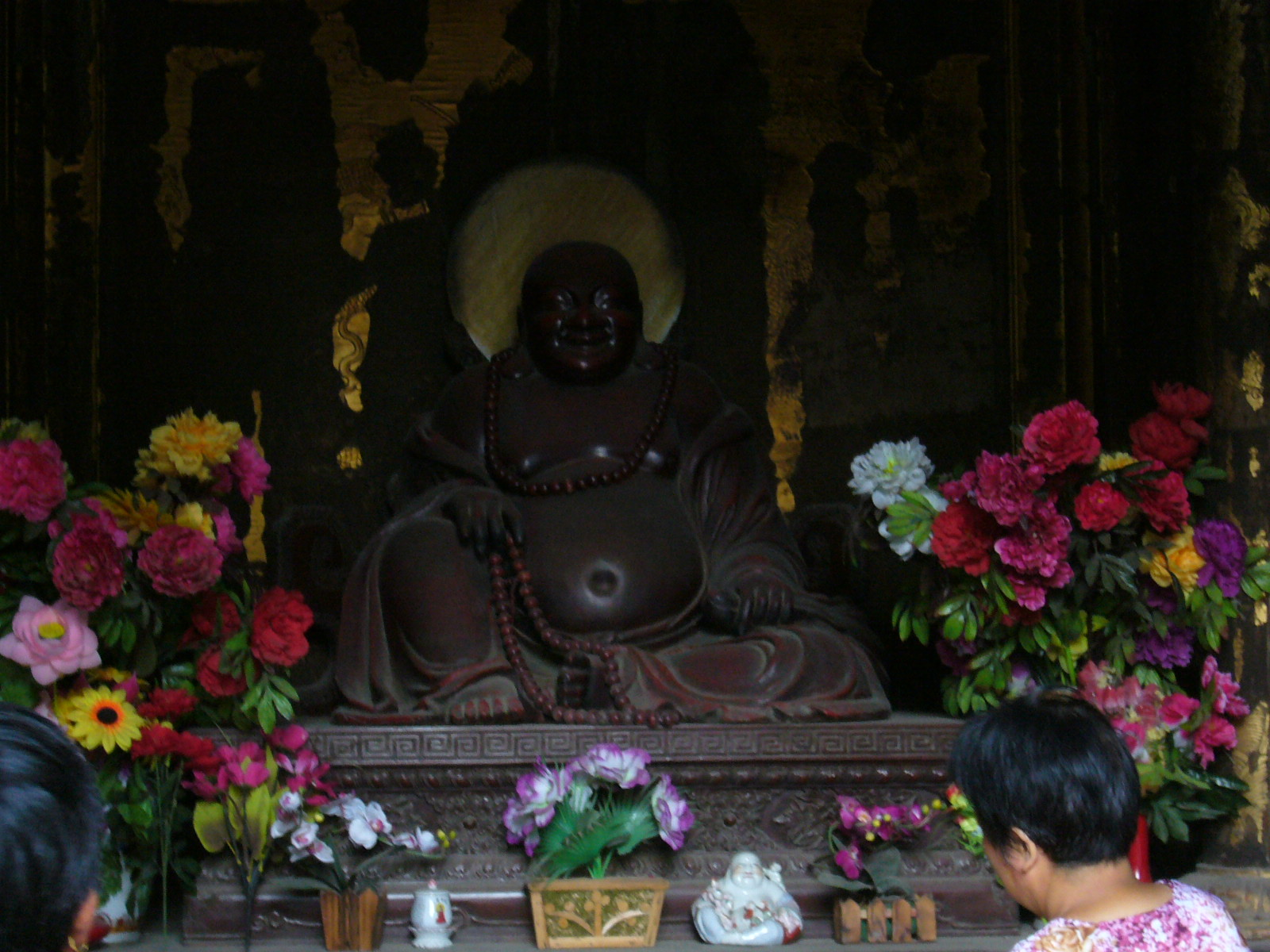
Maitréja szobor az előcsarnokban

A második látomás Lojang (Luoyang)ban történt Ming-ti, a Keleti Han-dinasztia második császárának uralkodása alatt. 60-ban, egy jeles napon, a császár álmában egy aranyszínű, szent embert látott, akinek hátán a Nap és a Hold ragyogott, és aki a trónhoz közelítve körbejárta a palotát az égből alászállva. Ezt az eseményt régi feljegyzésekkel hozták kapcsolatba, úgy értelmezve, hogy a múltban megjövendölt korszak, miszerint a buddhizmus eljut Kínába, most érkezett el. A krónikás Fu Hi ezt az isteni személyt Buddhának értelmezte, aki India nyugati részén született. Ming-ti császár azonnal kiválasztott 18 követet (köztük Taj-jin, Tajn-king, Vang-trun (Taai Yin, Tain King, Wangtrun) és mások), és nyugatra, Indiába küldte őket, hogy kutassák fel Buddha vallását. Több országon, például Kocé (Getse-)n és Jü-csi (Yuchi)n (a szaka, tatárok földjén) áthaladva eljutottak Gandhára vidékére, ahol két buddhista szerzetest (Arhatot) találtak: Kásjapa Panditát (egy bráhmin Közép-Indiából) és Bharana Panditát Dél-Indiából. Az utazók elfogadták a meghívást Kínába. Ezután két fehér lovon, a kínai küldöttség kíséretében, Kínába indultak. Néhány szent szöveget, közöttük a Negyvenkét fejezet szútráját, Buddha szobrokat, képmásokat és ereklyéket vittek magukkal. Megérkeztek Lojang (Luoyang)ba, ahol elszállásolták őket egy templomban. A király 67-ben, a kínai naptár 12. hónapjának 30. napján találkozott velük, nagy tisztelettel fogadva őket és az ajándékokat. A császárt különösen lenyűgözte a Buddha-ábrázolás, amely erőteljesen hasonlított arra, amit álmában látott. A szerzetesek csodákat is tettek, ami tovább erősítette a buddhizmusba vetett hitet.

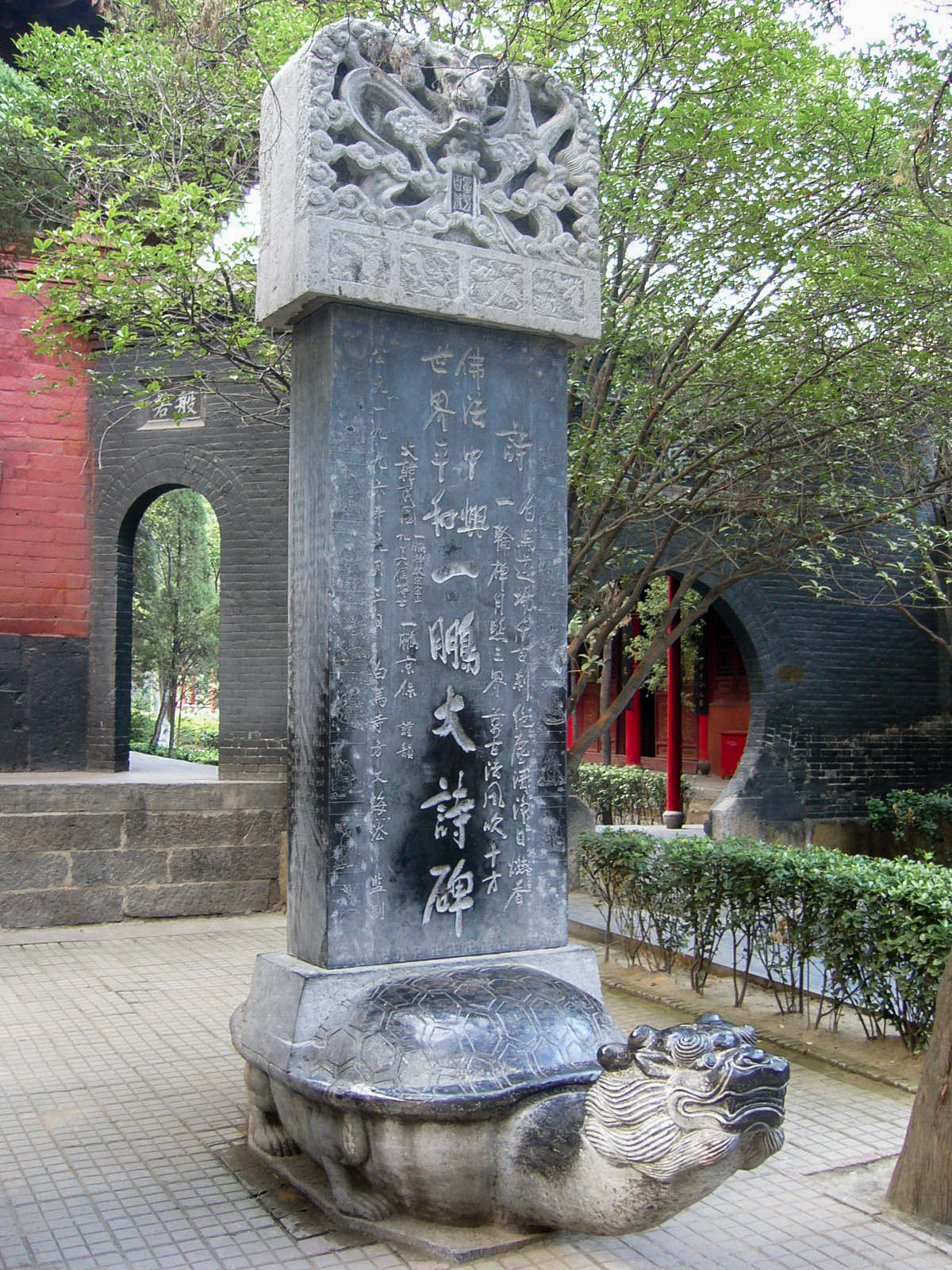
Egy oszlop egy teknős sárkányon, felirattal a templom bejáratánál

Néhány taoista pap azonban ellenezte ezt, ezért azt javasolták a császárnak, hogy vizsgálja meg mindkét vallás érdemeit. A császár beleegyezett, és találkozót hívott össze a Fehér ló templom déli kapujában. Elrendelte, hogy a taoisták szent szövegeit és kegytárgyait helyezzék el a keleti kapunál, míg a nyugatiak szövegeit, ereklyéit és Buddha-szobrát a hét drágakő csarnokában – nyugaton. Ezt követően mindkét vallási tárgyat a tűzbe dobatta, hogy amelyik túléli a tüzet, azt a vallást vegye császári pártfogás alá. A taoisták úgy gondolták, hogy az ő szövegeik védettek lesznek, de azok mind elégtek, míg a nyugatiak (buddhisták) szövegei épségben maradtak. Ezzel a próbatétellel a császár meggyőződött a buddhizmus igazáról, és udvarával és családjával együtt felvette a buddhista vallást. Számos templomot építtetett, köztük a a Fehér ló templomot és három női szerzetesrendházat is alapított.
Mivel sok, egymásnak ellentmondó változata van e történetnek, a modern tudósok többsége ezt buddhista legendának, és nem hiteles történelmi eseménynek tartja. Maga a Fehér ló templom egyébként nem szerepel kortárs forrásokban 289 előtt. 266-ban azonban Poma si néven említenek egy templomot Csang-an (Chang'an)ban, illetve ugyanilyen nevű templomot Csing-cseng (Jingcheng)ben, Közép-Hopej (Hubei)ben is körülbelül ugyanekkor.
A legenda szerint a következő évben a császár elrendelte a Fehér Ló Templom felépítését a fővárosi felhajtó (Imperial Drive) déli oldalán, három li távolságra a Hszi-jang (Hsi-yang) kaputól, Lojang (Luoyang) fővárosában, hogy emléket állítson a lónak, amely visszahozta a szútrákat. A császár halála után {{buddhista meditáció|meditációs]] csarnokot emeltek a sírján. A sztúpa előtt dús gránátalma- és szőlőtőkéket ültettek, amelyekről azt mondták, itt nagyobbak voltak, mint bárhol másutt.
A buddhizmus Indiából érkezve Kínában sajátos, kínai hiedelmekkel és igényekkel gazdagodva fejlődött tovább – főként népi hagyományai révén. Ma a mahájána buddhizmus gyakorlata terjedt el, jóllehet elsőként a théraváda vagy (hínajána) buddhizmus jelent meg Kínában.